# Gargina thoria
Gargina thoria is een vlinder uit de familie van de Lycaenidae. De wetenschappelijke naam van de soort werd als Thecla thoria in 1869 gepubliceerd door William Chapman Hewitson.